# تاينا عسيلي
تاينا عسيلي (بالإنجليزية: Taína Asili)‏ هي مغنية، كاتبة أغاني، شاعرة وناشطة أمريكيّة. وُلدت في في ألباني بنيويورك من والدين من دولة بورتوريكو. برزت في أواخر التسعينيات من خِلال تقديمها للعديد من الأغاني مع بعض الفرق الموسيقيّة المحليّة ثم سرعان ما تخصّصت في الفلامنكو، هاردكور بانك وكذا الأوبرا. شاركت في وقتٍ ما ضمن حركة العدالة الغذائية كجزء من نشاطها الحُقوقي والإنساني.

## الحياة المُبكّرة
وُلدت تينا أو تاينا عسيلي في بينغهامتون في نيويورك إلّا أنّ أصلها يعودُ لبورتوريكو. والديها هما ميمي ولوي ديل فالي وقد وُلدا ونشأ في مدينة نيويورك. انضمّ والدها في وقتٍ ما إلى اتحاد الطلبة في جامعة بينغهامتون وتأثر بعدّة حركات اجتماعية بما في ذلك الفهود السود ومالكوم إكس ثمّ انتقل للعمل في مجال دعم الطلاب في الوصول إلى التعليم العالي. تنحدرُ تاينا من عائلة موسيقيّة حيثُ تمتهنُ شقيقتها أيانا الموسيقى والرقص وبخاصّة السالسا، ونفس الأمر بالنسبة لوالدها الذي شاركَ في كذا أعمال موسيقية محليّة. في سن التاسعة؛ بدأت عسيلي دراسة الأوبرا في مسرح موسيقي ولم تُغادره حتى بلغت العشرين.
تُعدّ عسيلي واحدة من الفتيات القليلات اللاتي درسن في مدراس رفقة البيض في تلك الفترة وقد وتحملت العنصرية وسوء المعاملة من بعض أقرانها حسب ما صرّحت به في كذا حوارات إعلاميّة. خلال مرحلة الثانوية؛ اكتشفت تاينا قدرتها على غناء البانك فوجدت هذا اللون الموسيقي متنفسا للتعبير عن مقاومة الثقافية لكل ما هو سائد وعن انتقادها للأعراف المحيطة بها. في سن السادسة عشر؛ انضمّت عسيلي فرقة محلية تُجيد غناء الهاردكور بانك وقدّمت أول حفلة لها في عام 1995 مع اثنين من أعضاء الفرقة. واصلت تسجيل الأغاني معهم مزامنة مع دراستها. حضرت جامعة ولاية نيويورك بينغهامتون وحضيت بهشرة حينها بسبب جرأتها وقدرتها على تأليف أغانٍ تُعالج فيهم قضايا حساسة إلى حد ما بما في ذلكَ احتلال الجيش الأمريكي لعدد من الدول في أمريكا اللاتينيّة كما تحدثت عن السجناء السياسيين، معايير الجمال النمطيّة وغيرها من الموضوعات التي كان يُتفادى الخوض فيها في تلكَ الفترة.
انتقلت إلى فيلادلفيا في عام 2002 وهناك أصبح ناشطة في الكلمة المنطوقة. غنّت إلى جانب عددٍ من الشعراء بما في ذلكَ سونيا سانشيز وأورسولا روكر؛ كما حظيت بتغطية كبيرة من قِبل وسائل الإعلام. زادت شهرتها مطلع عام 2000 وعقدت عديد الشركات للترويج لنفسها.

## العمل الحالي

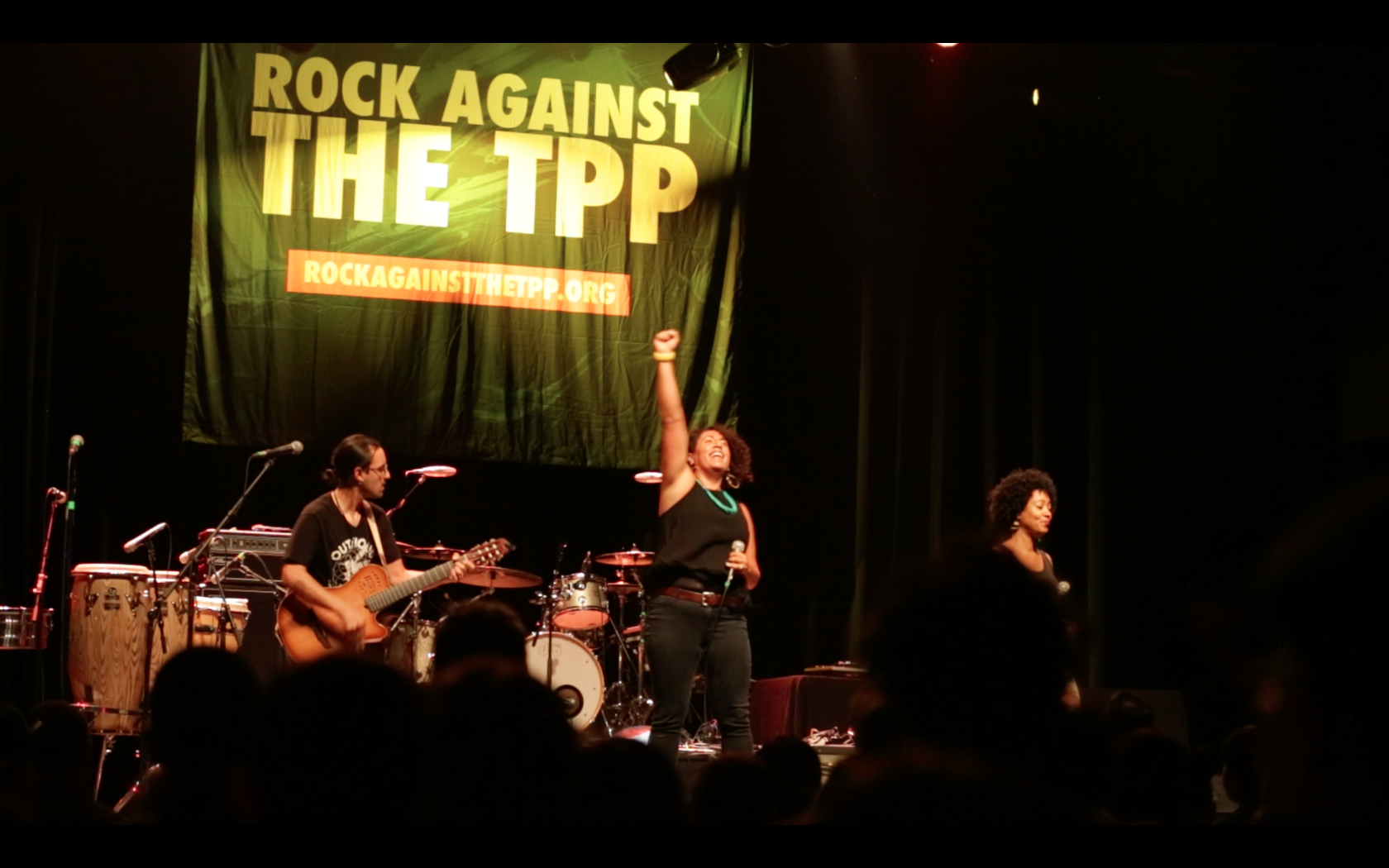
تينا عسيلي خلال حفل بمناسبة عقد اتفاق الشراكة العابرة للمحيط الهادئ في 2019

بعد وفاة والدها عام 2005؛ انتقلت تينا إلى ألباني. هناك تعرفت على زوجها كما أخرجت عددًا من الأعمال الناجحة وقد قالت في تصريحٍ سابقٍ لها: «أنا في حاجة إلى الشفاء من هذه الخسارة الهائلة [في إشارة لحادث فقدان والدها] من خلال أعمالي الفنية ومن خلال عثوري على الحب في حياتي.»
صدر في عام 2014 ألبومها الثاني بعنوان فاكهة الأمل وقد تضمّن عددًا من الأغاني بمختلف الأنواع والألوان بما في ذلك سامبا، رومبا، سكا، الفلامنكو والموسيقى الأفريقية معَ مزيج من الإيقاعات المختلفة. أصدرت في عام 2016 فيديو كليب عن أغنية في ألبومها بعنوان الحرية وسرعان ما أصبحت الأغنية نشيدًا يحكي عن حركة حياة السود مهمة.

## النشاط الحُقوقي

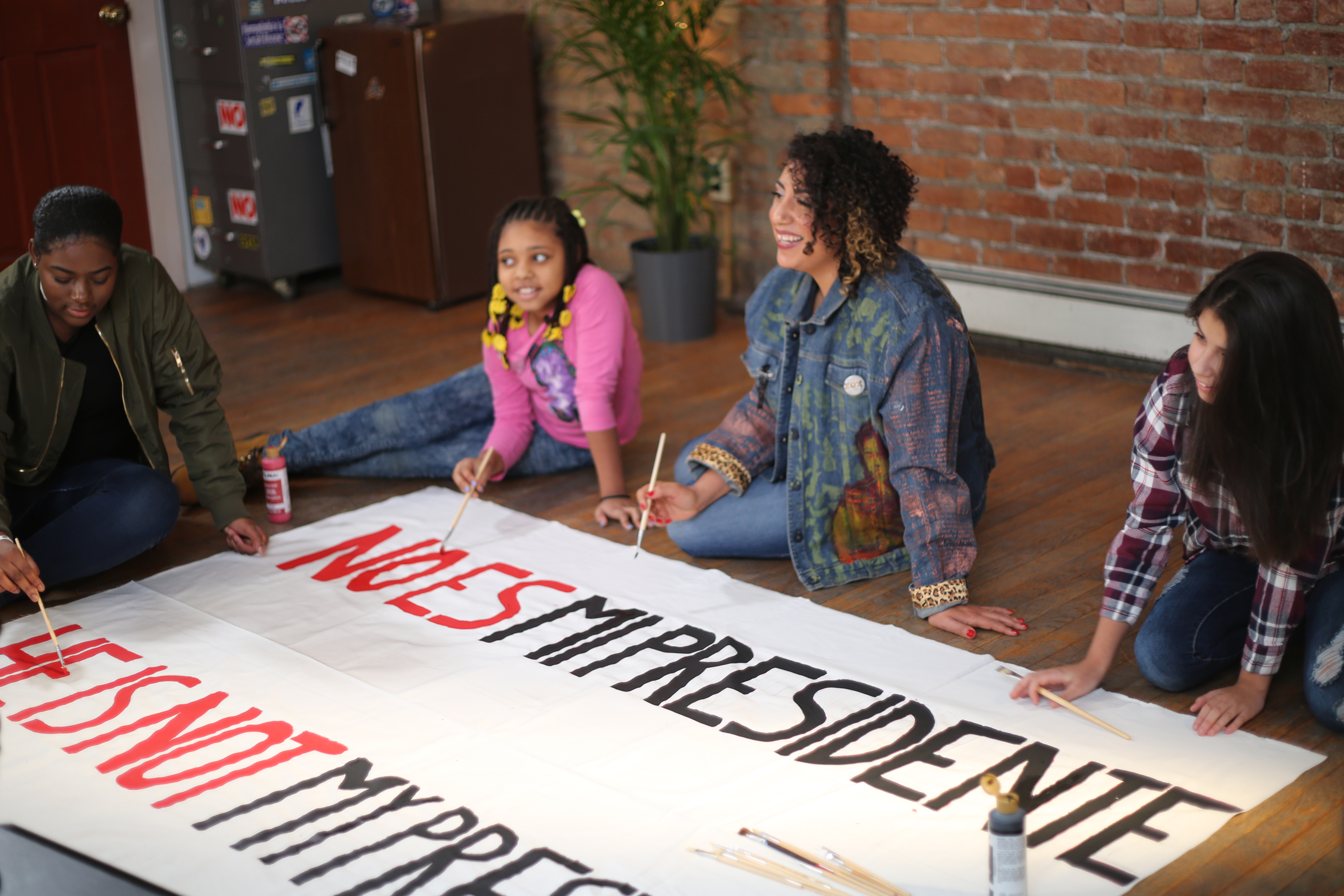
تينا عسيلي رفقة بعض الأطفال وهم بصدد كتابة شعار "إنّه ليس رئيسي" في أوائل عام 2017

انخرطت عسيلي في العمل الحقوقي والإنساني وعملت على الدّفاع عن السجناء السياسيين ولا سيما موميا أبو جمال وغيرها. بعد انتقالها إلى ألباني؛ ساعدت عسيلي الشباب والشابات في مُختلف المجالات. انضمّت عسيلي لجمعيّة في غرافتون بيويورك تعملُ على مكافحة التفاوت العنصري في النظام الغذائي. في السياق ذاته؛ ألّفت كذا أغاني عن العدالة الاجتماعية كما احترفت الخطابة الاجتماعية لتمثيل الفئات المهمّشة في المؤتمرات المحلية والدوليّة.

## روابط خارجية
- تاينا عسيلي على موقع IMDb (الإنجليزية)
- تاينا عسيلي على موقع ميوزك برينز (الإنجليزية)
- تاينا عسيلي على موقع أول ميوزيك (الإنجليزية)
- تاينا عسيلي على موقع ديسكوغز (الإنجليزية)